# Căsătoria Prințului Harry cu Meghan Markle
Căsătoria Prințului Harry cu Meghan Markle a avut loc la 19 mai 2018 la capela St George de la Palatul Windsor. Mirele, Prințul Harry, este membru al familiei regale britanice, iar mireasa, Meghan Markle, este o actriță americană.

## Anunțul logodnei

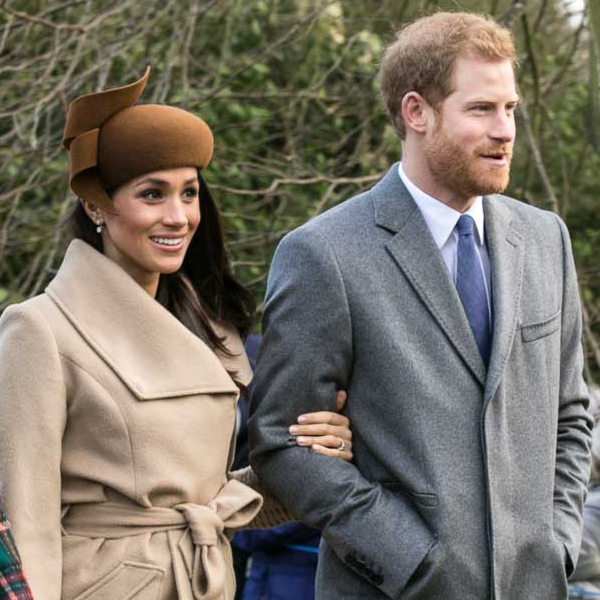
Prințul Harry și Meghan Markle în 2017

Prințul Henry de Wales, cunoscut ca Prințul Harry, este al doilea fiu al Prințului Charles de Wales și al Dianei, Prințesă de Wales, și Meghan Markle, o actriță americană cunoscută pentru rolul ei din serialul TV Suits au început o relație în iunie 2016. Relația a fost recunoscută pentru prima dată public la 8 noiembrie 2016, când secretarul de comunicații al familiei regale a făcut o declarație oficială care se referea la "valul de abuz și hărțuire" îndreptat spre Markle.
La 27 noiembrie 2017, Casa Clarence a anunțat că Prințul Harry se va căsători cu Meghan Markle în primăvara anului 2018. Ei s-au logodit mai devreme în aceeași lună, la Londra, Prințul Harry dăruindu-i lui Megan un inel de logodnă personalizat realizat de Cleave and Company, alcătuit dintr-un diamant central mare din Botswana, cu două diamante mai mici din colecția de bijuterii a mamei sale. În același timp s-a anunțat că după căsătorie ei vor locui la Nottingham Cottage, un complex imobiliar ce face parte din structura Palatului Kensington, unde locuiesc deja Prințul William și membrii familiei sale.
Deoarece Harry este al șaselea în linia de succesiune la tronul britanic, el trebuie să obțină permisiunea regală pentru a se căsători, conform Actului de Succesiune a Coroanei din 2013. Regina și Ducele de Edinburgh s-au exprimat încântați de știre. După anunț, cuplul a dat un interviu exclusiv lui Mishal Husain de la BBC News.

## Ceremonia
Ceremonia religioasă a avut loc sâmbătă, 19 mai 2018, la Capela St. George de la Castelul Windsor. Este locul unde, anterior, a avut loc nunta unchiului prințului Harry, Contele de Wessex, nunta vărului său, Peter Phillips, precum și binecuvântarea pentru căsătorie a Prințului de Wales și a Ducesei de Cornwall, mama vitregă a lui Harry.
Primele 2.640 de persoane (1.200 de tineri, 200 de membri ai organizațiilor caritabile, 100 de elevi de la școlilele învecinate, 610 membri ai comunității castelului și 530 de angajați regali) care au fost invitate în parcul Castelului Windsor să participe la sosirea mirilor și a oaspeților lor, au intrat în parc începând cu ora locală 10:30.
Ceremonia, condusă de Protopopul de Windsor Dean David Conner a început la ora 12 pm. Cuplul s-a căsătorit în conformitate cu ritualul tradițional al Bisericii Anglicane. Reverendul american Michael Bruce Curry, primul episcop de culoare aflat în fruntea Bisericii Episcopale americane a ținut un discurs despre iubire și Iisus iar arhiepiscopul de Canterbury, Justin Welby, a oficiat  ceremonia jurămintelor.
Anterior, sora lui Lady Diana a citit un fragment din Cântarea Cântărilor, un poem de dragoste (8.6: "Pune-mă ca o pecete pe inima ta").